# Лобанов, Александр Иванович (конструктор)
Александр Иванович Лобанов (1914, Подольский уезд Московская губерния Российская империя — 1962, Ижевск, Удмуртская АССР, РСФСР, СССР) — советский конструктор стрелкового оружия.

## Биография
Родился в крестьянской семье в Подольском уезде Московской губернии. 
Работал слесарем на Подольском машиностроительном заводе №460. 
В 1941 году, после начала  Великой Отечественной войны вместе с заводом был эвакуирован в Ижевск.  На базе двух эвакуированных заводов (Тульского оружейного № 314 и Подольского машиностроительного № 460) 20 июля 1942 года был основан Ижевский механический завод, где стал работать А. И. Лобанов. 
С 1945 года работал в опытно-экспериментальном цехе: слесарем, исполняющим обязанности начальника цеха, заместителем начальника цеха, старшим мастером, инженером-конструктором. Автор ряда конструкций опытных спортивных и военных пистолетов. 
В 1947—1948 гг. участвовал в конкурсе на разработку самозарядного пистолета для замены пистолета ТТ.
Конструктор стартового пистолета Иж-СПЛ (стартовый пистолет Лобанова), который производился на заводе с 1953 по 1985 год.